# Salem (Dél-Dakota)
Salem település az Amerikai Egyesült Államok Dél-Dakota államában, McCook megyében, melynek megyeszékhelye is. Lakosainak száma 1325 fő (2020. április 1.).

## Népesség
A település népességének változása:

| 2010 | 1 347 |
| 2020 | 1 325 |